# Filitelnic
Filitelnic – wieś w Rumunii, w okręgu Marusza, w gminie Bălăușeri. W 2011 roku liczyła 228 mieszkańców.